# 下瓦爾托夫斯克區

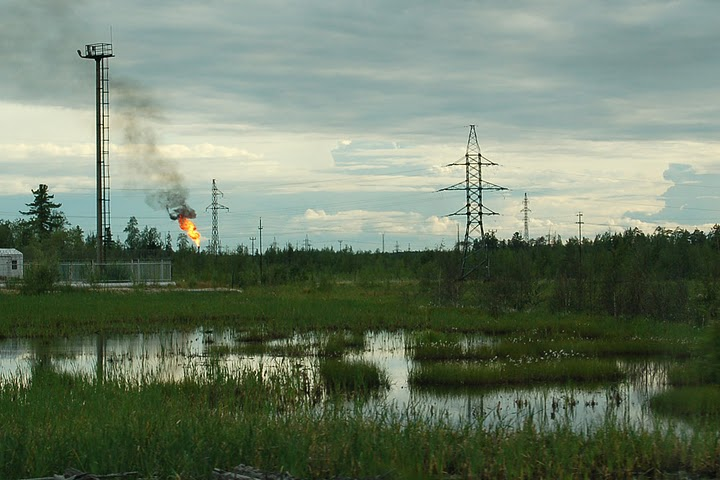

60°57′N 76°33′E / 60.950°N 76.550°E
下瓦爾托夫斯克區（俄语：Нижневартовский район），是俄羅斯的一個區，位於該國中部，由漢特-曼西自治區負責管轄，面積118,500平方公里，2010年人口35,745，人口密度每平方公里0.3人。